# Pyrostria viburnoides
Pyrostria viburnoides är en måreväxtart som först beskrevs av John Gilbert Baker, och fick sitt nu gällande namn av Bernard Verdcourt. Pyrostria viburnoides ingår i släktet Pyrostria och familjen måreväxter.
Artens utbredningsområde är Mauritius. Inga underarter finns listade i Catalogue of Life.